# LZ Большого Пса
LZ Большого Пса (лат. LZ Canis Majoris), HD 54912 — тройная звезда в созвездии Большого Пса на расстоянии приблизительно 2169 световых лет (около 665 парсеков) от Солнца. Видимая звёздная величина звезды — от +5,66m до +5,62m.
Первый и второй компоненты — двойная затменная переменная звезда типа Беты Лиры (EB). Орбитальный период — около 3,3089 суток.

## Характеристики
Первый компонент — бело-голубая звезда спектрального класса B2V.
Третий компонент удалён на 10,6 угловых секунд.